# Žvab
Žvab je naselje v Občini Ormož.
Na Žvabu pri Ormožu se je leta 1827 rodil Božidar Raič; narodni buditelj, jezikoslovec, politik in publicist, pobudnik taborskega gibanja, državno- in deželnozborski poslanec. Bil je eden prvih borcev za narodno prebujo na Štajerskem in v Prekmurju. Na eni izmed hiš na Žvabu, kjer je nekdaj stala njegova rojstna hiša, so mu posvetili tudi spominsko ploščo. Vasico obdajajo njive in vinogradi od Ormoža pa je oddaljena 12 km.